# Institut Esteve Terradas i Illa
L'Institut Esteve Terradas i Illa és un Institut d'Educació Secundària públic de Cornellà de Llobregat.
Va ser inaugurat en 1975 com a Centro Nacional de Formación Profesional, passant a ser en 1979 Institut Politècnic d’FP de Cornellà, i en 1990 va prendre el nom actual en honor de l'enginyer Esteve Terradas i Illa. El curs 2003-04 es feu la implantació del programa de qualitat i millora contínua. L'institut ofereix estudis d'Educació Secundària Obligatòria, Batxillerat, Programes de Formació i Inserció i Cicles Formatius de Grau Mig i Superior, de las famílies següents: Administració i Finances, Arts Gràfiques, Automoció, Informàtica, Fabricació Mecànica, Servei a la producció, Riscos Professionals, Programes de Qualificació Professional Inicial, i FP Dual.
En l'àmbit de la FP dual, l'institut va començar a impartir en 2014 un Cicle de Grau Mitjà d'Electromecànica i un Cicle de Grau Superior de Mecatrònica gràcies a un conveni entre la conselleria d'Ensenyament de la Generalitat de Catalunya i Nissan pel qual l'alumnat de l'institut pot fer pràctiques a la fàbrica de Nissan, en 2016 l'institut se suma a un programa de manteniment ferroviari i en 2020 el grau de Gestió de l'Aigua en col·laboració amb Aigües de Barcelona. L'institut compta amb més de 300 empreses col·laboradores i signa una mitjana de 500 convenis de pràctiques cada curs. Ha rebut diversos premis com el Premi d'Honor Ciutat de Cornellà en 2007, el «Premi nacional Marta Mata d'Educació» a la trajectòria excel·lent (2008), el «Premi Catalunya d'Educació» (2009) i el premi #FPCAT 2020.